# Wichita (langue)
Pour les articles homonymes, voir Wichita (homonymie).
Le wichita est une langue amérindienne de la famille des langues caddoanes.
Le wichita était parlé dans la région d'Anadarko, en Oklahoma. En 1992, il ne restait qu'une douzaine de locuteurs, tous âgés. La langue s'est éteinte en 2016 avec la mort de sa dernière locutrice Doris McLemore (en).

## Phonologie

### Consonnes
|              | Bilabiale | Dentale | Palatale | Vélaire | Glottale |
| ------------ | --------- | ------- | -------- | ------- | -------- |
| Occlusive    | p [p]     | t [t]   |          | k [k]   | ʾ [ʔ]    |
| Fricative    |           | s [s]   |          | x [x]   | h [h]    |
| Affriquée    |           |         | c [ts]   |         |          |
| Liquide      |           | r [r]   |          |         |          |
| Nasale       | n [n]     |         |          |         |          |
| Semi-voyelle | w [w]     |         | y [j]    |         |          |